# الكلية الأمريكية لأطباء الأمراض النسائية والتوليد

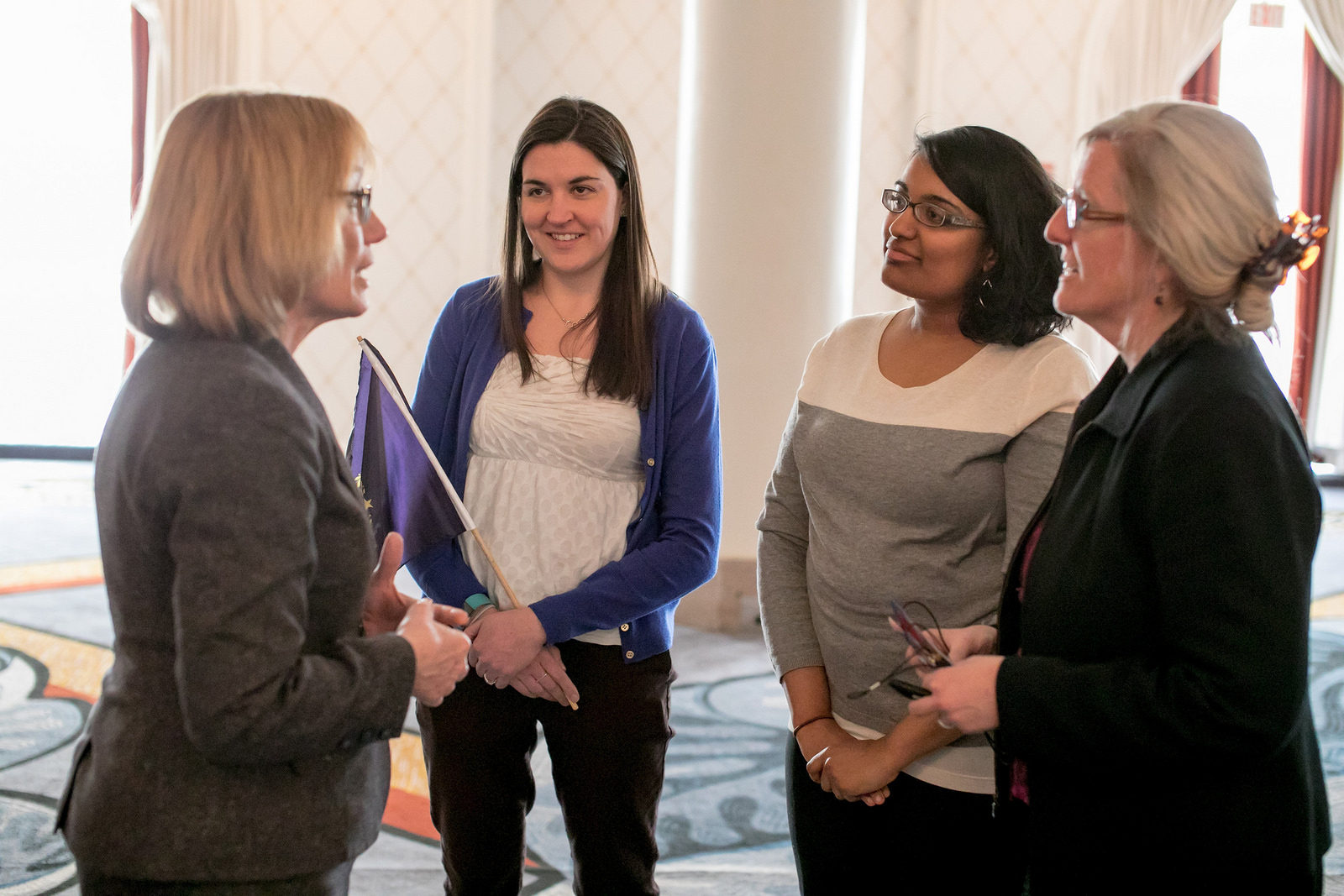

الكلية الأمريكية لأطباء الأمراض النسائية والتوليد هي جمعية مهنية للأطباء المتخصصين في التوليد والأمراض النسائية في الولايات المتحدة . تأسست عام 1951.

## روابط خارجية
- ACOG الموقع الرسمي
- موقع مجلة جرين